# Nikolaos Plastiras
Nikolaos Plastiras (in greco Νικόλαος Πλαστήρας?; Karditsa, 4 novembre 1883 – Atene, 26 luglio 1953) è stato un generale e politico greco tre volte primo ministro.

## Biografia

### I primi anni
Nikolaos Plastiras nacque nel 1883 a Karditsa, in Grecia. I suoi genitori erano originari di Morfovouni, un villaggio nelle montagne di Agrafa, nella Tessaglia sudoccidentale. La famiglia si spostò a Karditsa prima della nascita di Nikolaos.

### La carriera militare

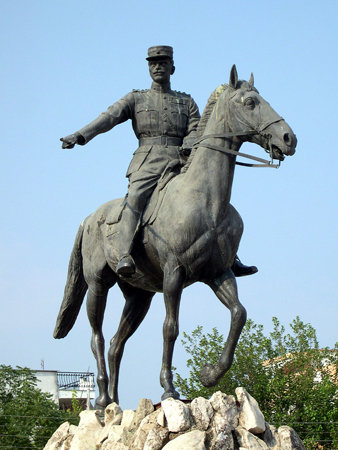
statua in onore di Plastiras a Karditsa

Dopo aver terminato le scuole a Karditsa, Plastiras entrò a far parte del 5º reggimento di fanteria come volontario nel 1904. Combatté nella Lotta Macedone e partecipò al colpo di stato militare del 1909. Entrò nell'accademia militare nel 1910 ed ottenne il rango di sottotenente nel 1912. Combatté con distinzione nelle guerre balcaniche dove ottenne il soprannome di "cavaliere nero". Col grado di maggiore, supportò il Movimento di Difesa Nazionale di Eleutherios Venizelos durante la prima guerra mondiale. Combatté con distinzione con la Divisione dell'Arcipelago nella battaglia di Skra-di-Legen e venne poi promosso tenente colonnello. Nel 1919, nominato colonnello, ottenne il comando del Reggimento %742 Evzone in Ucraina come parte dell'intervento delle forze alleate a sostegno dell'Armata Bianca contro l'Armata Rossa. La sua forza venne successivamente trasferita a Smirne, in Asia Minore, passando attraverso la Romania. Dopo il ritorno di re Costantino I in Grecia, fu l'unico ufficiale che aveva preso parte al movimento di Difesa Nazionale a non venire licenziato su richiesta del sovrano.
Nel corso della guerra greco-turca del 1919-1922, i turchi lo soprannominarono Kara Biber ("pepe nero"), mentre il suo reggimento divenne noto come Şeytanın Askerleri ("Esercito di Satana"). Poco dopo, nella battaglia di Sakarya, i greci vennero costretti alla ritirata.
Organizzò quindi (assieme ad altri fedelissimi di Eleutherios Venizelos) un colpo di Stato contro re Costantino I.
La giunta golpista governò fino al 1924 quando lasciò il potere nelle mani di un'Assemblea nazionale che dichiarò la nascita della Seconda Repubblica ellenica. Nel tentativo di frenare l'ascesa del partito popolare - di orientamento filo-monarchico - e la restaurazione del re, prese parte ad altri due tentativi di golpe nel 1933 e nel 1935, entrambi falliti.
Andò dunque in esilio in Francia. Durante l'occupazione della Grecia da parte delle forze dell'Asse nella seconda guerra mondiale, ricoprì la carica di leader ufficiale del gruppo di resistenza dell'Edes (Εθνικός Δημοκρατικός Ελληνικός Σύνδεσμος, Ethnikos Dimokratikos Ellinikos Syndesmos).
Alla fine del conflitto tornò in patria e fu a capo del governo ellenico per tre volte, spesso in coalizione con il partito liberale.
Dopo aver perso le elezioni nel novembre 1952 la sua carriera politica finì. L'anno dopo morì in povertà.